# インテルパラゴン

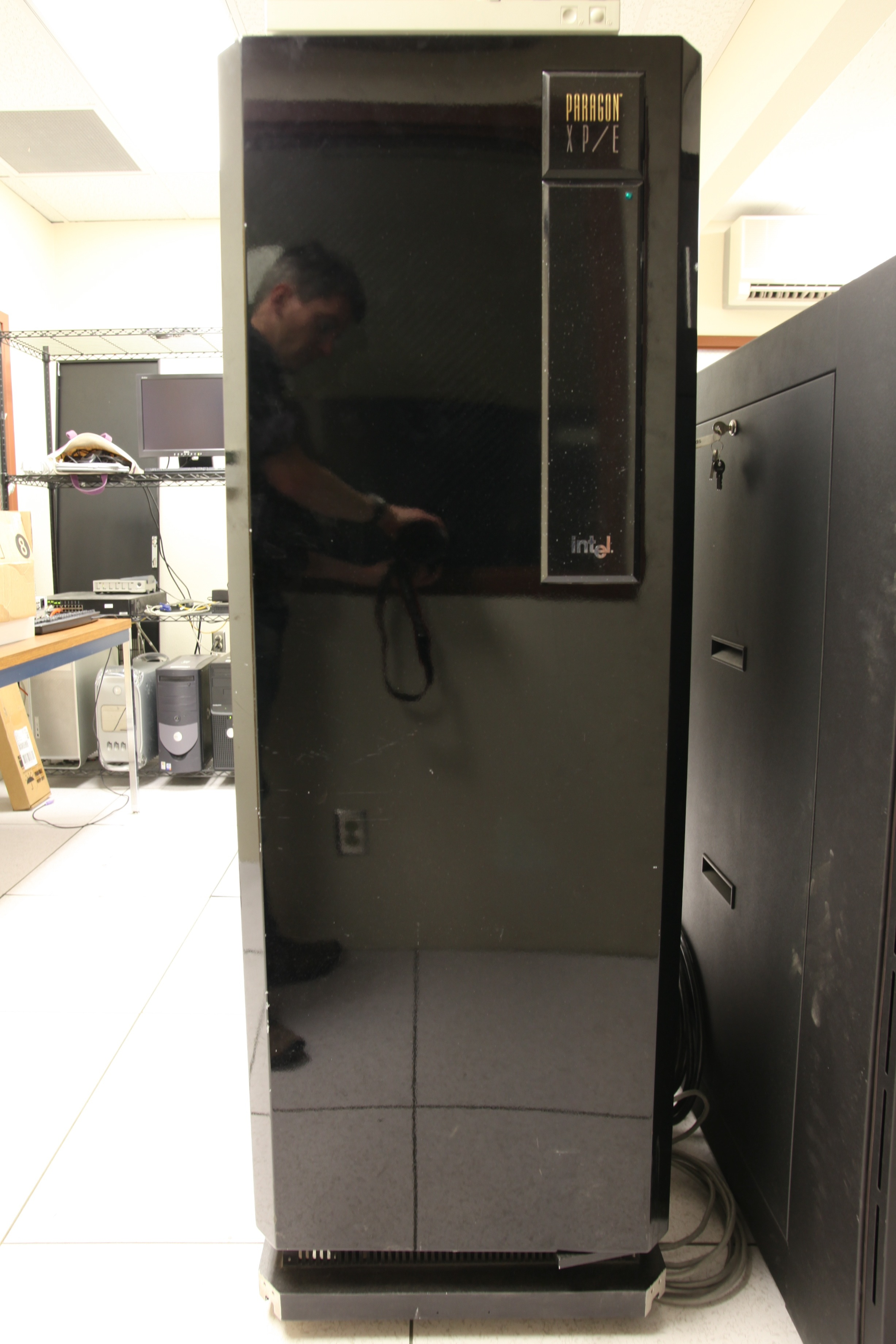
Intel パラゴン XP-E 単ラックシステムであるCats

インテルパラゴン(Intel Paragon)は、インテルが開発した超並列スーパーコンピュータ。 Paragon XP/Sはカリフォルニア工科大学で1992年に開発された実験的なTouchstone Deltaシステムの製品版である。パラゴンは密接に関係したインテルの初期のiPSC/860システムを置き換える。

## 概要
同系のParagon XP/S 140が世界スーパーコンピュータTOP500において1位に輝いた事がある。カルフォルニア工科大学内に設置された。

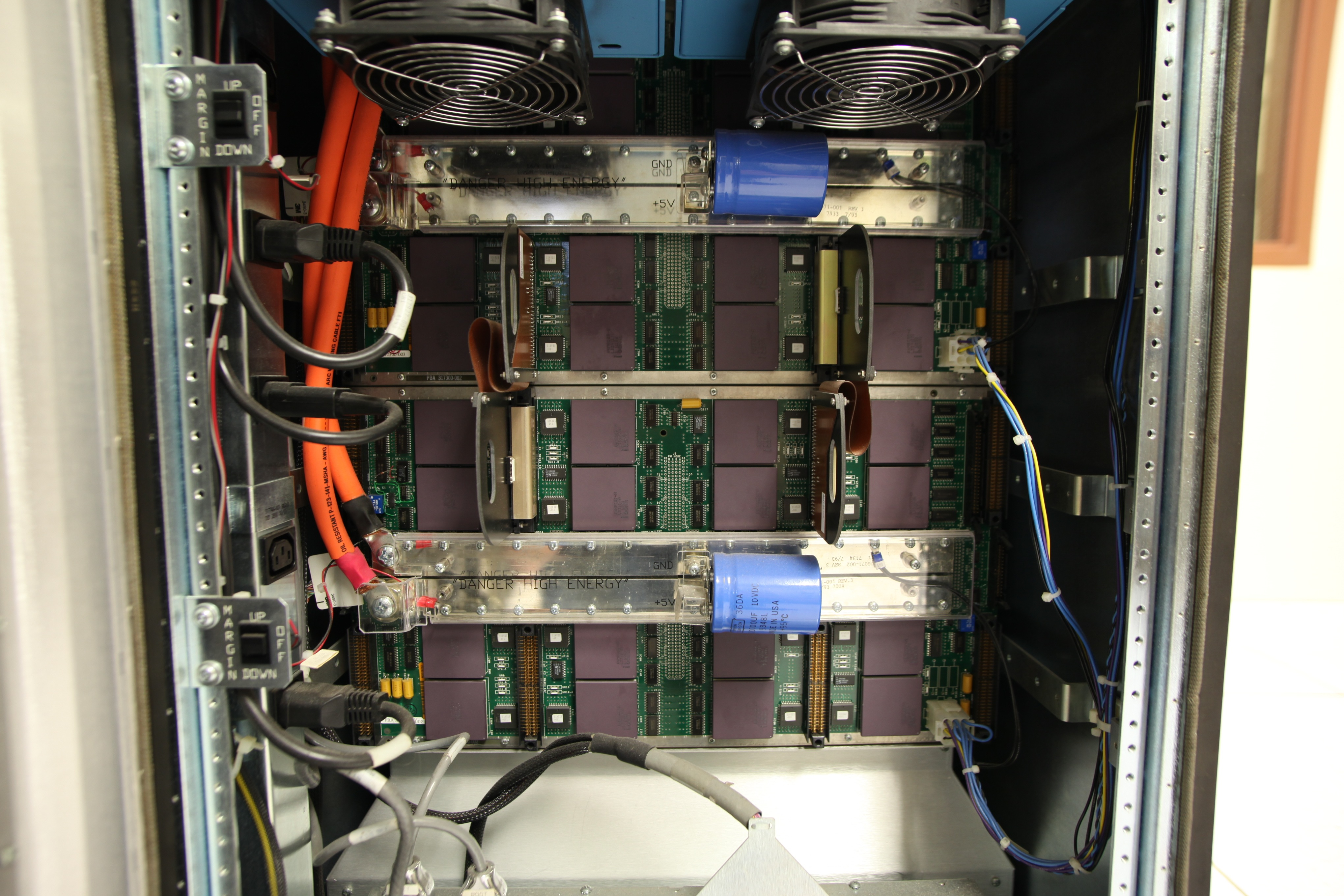
XP-Eの筐体内の内部接続

一連のパラゴンはIntel i860 RISC マイクロプロセッサを備える。2048個までの(後には4000個まで) i860が2Dグリッドに接続される。1993年に32台までの計算ノードを備えた入門機のParagon XP/E派生型が発表された。